# Agrilus perisi
Agrilus perisi es una especie de insecto del género Agrilus, familia Buprestidae, orden Coleoptera.
Fue descrita científicamente por Cobos, 1986.